# L'Écumeur
L'Écumeur ou Les Cavaliers bannis (The Rover ou The Banish'd Cavaliers en anglais) est une pièce de théâtre en deux parties écrite par la dramaturge anglaise Aphra Behn.
Behn avait travaillé en tant qu'espionne pour le compte de Charles II d'Angleterre aux Provinces-Unies. Le roi étant peu prompt à la rémunérer pour ses services, Aphra chercha à subvenir à ses besoins par son activité littéraire. L'Écumeur, en restant longtemps à l'affiche des théâtres, lui assura un important revenu.

## Intrigue
L'œuvre d'Aphra Behn doit toujours être mise en perspective par rapport au contexte politique de l'époque. L'auteur était royaliste, et ses pièces traitaient généralement les puritains et la démocratie de manière fort peu amène. Le sous-titre Cavaliers bannis est une référence à l'expérience de l'exil, qui fut le lot commun des forces de cavalerie au cours de l'interrègne d'Oliver Cromwell.
Behn s'est inspirée pour sa pièce du Wanderer de Thomas Killigrew (1664). L'Écumeur contient plusieurs intrigues imbriquées, mais a trait essentiellement aux déboires amoureux d'un groupe d'Anglais venus à Naples pour le carnaval. L'« écumeur » de la pièce est Willmore, un capitaine de la marine à la vie assez dissolue, qui tombe amoureux d'une jeune femme appelée Hellena. Cette dernière est disposée à goûter aux plaisirs de l'amour avant que son frère ne l'envoie au couvent. Des complications se font jour lorsqu'Angellica Bianca, une courtisane renommée, tombe amoureuse de Willmore et jure de se venger de sa trahison. 
Parallèlement, la sœur d'Hellena, Florinda, tente d'épouser son bien-aimé le colonel Belvile plutôt que l'homme sélectionné par son frère. La troisième intrigue de la pièce s'intéresse au très provincial Blunt, lequel s'éprend d'une jeune fille se révélant être une prostituée et une voleuse.

## Analyse
Les critiques féministes contemporaines retiennent de la pièce les nombreux passages où les femmes sont exposées au viol, ainsi que les conséquences tragiques que le comportement de Willmore entraîna pour Angellica. Il est possible de voir dans ces éléments une forme de protestation contre l'impuissance des femmes à l'époque de Behn.
Le personnage de Willmore (qui pourrait représenter Charles II d'Angleterre) suscita une grande popularité, et quatre ans plus tard Aphra Behn écrivit une suite. Le roi Charles II se disait lui-même grand appréciateur de L'Écumeur, et bénéficia d'une représentation privée.